# Norfolkska burnica
Norfolkska burnica (lat. Pterodroma   phillipii) je vrsta morske ptice iz porodice zovoja o kojoj se malo zna. Moguće je da je izumrla.
Misli se da je povezana sa solanderovim zovojem. Duga je oko 38 cm. Kljun joj je crn, kukast i dug malo manje od 4 cm. Najveći dio tijela je čađavosmeđe boje. Noge su žute, vanjski nožni prst je potpuno crn.